# 峨眉竹茎兰
峨眉竹茎兰（学名：Tropidia emeishanica），为兰科竹茎兰属下的一个植物种。它们是中国的特有种，分布于四川峨眉山。其栖息地位于海拔1150米的山坡林中。

## 保育现状
在中国物种红色名录中，峨眉竹茎兰被列为极危。它们正受到栖息地退化和破坏的威胁。